# 1949年德克萨斯飓风
1949年德克萨斯飓风（英語：1949 Texas hurricane）是有纪录以来屈指可数的几个在太平洋形成，之后又进入墨西哥湾的热带气旋之一。风暴进入大西洋盆地后开始增强，成为1949年大西洋飓风季的第十场热带风暴，之后的最高强度能达到现代萨菲尔-辛普森飓风等级的二级飓风标准。10月4日早上，气旋从德克萨斯州弗里波特附近登陆，然后急剧减弱，于数天后完全消散。
风暴造成中等程度破坏，加尔维斯敦同德克萨斯州本土的交通一度中断。大面积水稻受损，损失数额估计有1000万美元（1949年美元，相当于2025年的1.32億美元），另有两人因这场飓风遇难。

## 气象历史
现代分析结果显示，1949年9月27日清晨，萨尔瓦多以南的太平洋发展出热带低气压。气旋向北移动，穿越中美洲和墨西哥东部后于9月30日在卡门城附近进入墨西哥湾。气象报告显示相应海域上空连续数天有低气压区存在。太平洋热带气旋进入大西洋的很少，大西洋热带气旋进入太平洋的也不多，1949年的这场风暴便是有正式纪录以来屈指可数的几个成为大西洋热带气旋的太平洋热带气旋之一。除此以外，历史上只有三个热带气旋曾从东太平洋进入墨西哥湾。
10月1日，气旋强化成飓风，并且增强速度还在转向西北期间略有提升，于一天后达到飓风标准。接下来风暴快速增强，于10月3日逼近德克萨斯州海岸时达到持续风速每小时177公里的最高强度，在现代萨菲尔-辛普森飓风等级下属二级飓风强度，且已接近三级飓风标准。次日清晨，气旋从马塔哥达县贝城（Bay City）以东不远处上岸，估计此时气压低至965毫巴（百帕，28.5英寸汞柱），成为历史上屈指可数的几个在十月登陆或吹袭德克萨斯州的飓风之一。经过大幅减弱，风暴直接从休斯敦上空经过，之后要到1983年才有飓风艾丽西亚从该市上空经过。
气旋在朝内陆行进期间快速减弱，登陆不到六小时就消退成热带风暴，然后转向东北继续经过美国中部，于10月5日弱化成热带低气压，再于次日转变成温带气旋，之后一直持续到10月7日才在威斯康辛州希博伊根县县城希博伊根（Sheboygan）上空消散。

## 防灾措施和影响
飓风来袭前，德克萨斯州有来自十个城市的五万居民躲进避难所。其中休斯敦估计有2.8万人躲进避难所，约5000人待在市礼堂。德克萨斯州和路易斯安那州沿海地区收到热带气旋警告。先锋航空将位于休斯敦的班机撤离，许多小型船只留在港口躲避。10月3日，科珀斯克里斯蒂的学校停课，另有多家企业暂时关闭。
飓风在弗里波特以西不远处产生时速217公里的强烈阵风，同时伴随着978毫巴（百帕，28.88英寸汞柱）气压和3.5米的风暴潮。风暴降下暴雨，并以波尔克县古德里奇（Goodrich）雨量最高，达370毫米。降雨范围向东延伸至路易斯安那州，什里夫波特降下173毫米雨量。城市地区普遍受到轻度破坏，休斯敦部分商铺的窗户被风刮破，街上四处散落着垃圾。海水漫过加尔维斯敦的海堤，该市同本土的交通一度中断。飓风催生的一场小型龙卷风袭击里斯维尔（Riceville），导致两名儿童受伤。另据报导，弗里波特受创最为严重，损失数额约为15万美元。
努埃塞斯县阿兰萨斯港（Port Aransas）的一个码头基本被完全摧毁，损失数额约为一万美元。风暴还对当地的水稻、棉花和蔬菜作物构成重大破坏。气旋过去数天后，有报导估计受损的水稻约有50万蒲式耳，损失数额达1000万美元。不过，气象学家里士满·左奇（Richmond T. Zoch）在1949年末的报告中指出，这场飓风造成的经济损失总额为670万美元。风暴过去后，来自六个州的成千上万辆汽车出现油漆剥落、起泡现象。起泡部分基本集中的汽车的引擎盖、挡泥板和车顶，泡中有少量水，什里夫波特还有一户民居出现油漆剥落现象。大部分受损车辆都是停在室外，遮挡好的汽车基本未受影响。虽然这类现象造成的损失可能有上万美元，但专家认为这还不属于飓风直接造成的损失。整场飓风共夺走两条人命，马塔戈达湾（Matagorda Bay）有一名青年女子溺毙，杰佛逊县的内奇斯港（Port Neches）有一位居民触电身亡。